# Capitaine Sheider
Sharivan Jaspion
Capitaine Sheider (宇宙刑事シャイダー, Uchū Keiji Shaidā) est une série télévisée japonaise en 49 épisodes de 25 minutes, du genre tokusatsu, produite par la Toei Company et diffusée du 2 mars 1984 au 22 février 1985 sur TV Asahi. Il s'agit du troisième volet de la franchise Metal Hero, et également du troisième et dernier volet de la trilogie des shérifs de l'espace, après X-Or et Sharivan.
En France, elle a été diffusée à partir du 9 mai 1988 sur M6.

## Synopsis
Les Sulfures, des êtres venus d'une dimension démoniaque, ont entamé une conquête systématique des planètes habitées de la galaxie. Dai Sawamura, un Terrien cadet de l'académie de police galactique, est alors désigné pour défendre la Terre contre leurs plans, sous le nom de code de Sheider. Il est rejoint dans son combat par Annie, une autre élève de l'académie, dont la planète d'origine a été anéantie par les Sulfures.

## Épisodes
1. Au revoir Étoile Bird ! (不思議界, Fushigikai?)
2. Animaux en folie (踊れペトペト！, Odore, Petopeto?)
3. Annie dans l'enfer du rêve (アニー応答なし, Anī Ōtōnashi?)
4. Quand les enfants se transforment en chiens (犬になった子供達, Inuni Natta Kodomotachi?)
5. Le culte de la paresse (突然！なまけもの, Totsuzen! Namakemono?)
6. La revanche de l'enfant timide (不思議料理の逆襲, Fushigi Ryōri no Gyakushū?)
7. Les dangers de la science (見たかギャル変幻, Mitaka Gyaru Hengen?)
8. L'enfant venu d'un autre monde (星からの非行少女, Hoshi kara no Hikō Shōjo?)
9. La musique sulfureuse (青ガキ隊大キライ, Aogaki Tai Daikirai?)
10. Le langage des animaux (トワイライトの家, Towairaito no Ie?)
11. Les futurs génies (アニーにおまかせ, Anī ni Omakase?)
12. Comment Genta a-t-il toujours vingt sur vingt ? (百点源太の正体？, Hyakuten Genta no Shōtai??)
13. La championne (金メダル仕掛け人, Kin Medaru Shikakenin?)
14. Le revenant solitaire (恋のミュータント, Koi no Myūtanto?)
15. Le chant des sirènes (渚のマリンブルー, Nagisa no Marin Burū?)
16. Kojiro et l'étrange petit animal (たまげた異星生物, Tamageta Isei Seibutsu?)
17. Le secret des figures symboliques Naska (1) (銀河警察の謎文字, Ginga Keisatsu no Nazomoji?)
18. La momie (2) (謎が謎呼ぶ太平洋, Nazoga Nazoyobu Taiheiyō?)
19. Le point faible (アニー危機一髪, Anī Kiki Ippatsu?)
20. La fleur de la chanson magique (不思議ソング, Fushigi Songu?)
21. Le phénomène de substitution (ヤーダ！珍獣家族, Yāda! Chinjū Kazoku?)
22. Sirènes et monstres aquatiques (人魚が呼ぶ海の怪, Ningyo ga Yobu Umi no Kai?)
23. Le piège infernal (傷だらけの大脱走, Kizudarake no Dai Dassō?)
24. Le sortilège infernal (美しきポーの仮面, Utsukushiki Pō no Kamen?)
25. La princesse cruelle (エスパークイーン, Esupā Kuīn?)
26. La ville hantée (魔界ゾーン大当, Makai Zōn Ōatari?)
27. Combat sur l'île Majin (デスマッチの魔島, Desumacchi no Matō?)
28. Les frères ennemis du palais magique (魔宮の裏切り兄弟, Makyū no Uragiri Kyodai?)
29. Le masque de Sulfur (百面相だよ女刑, Hyakumensō da yo Onna Keiji?)
30. Les voleurs d'enfants (空（くう）を裂く命の交信, Kū wo saku Inochi no Kōshin?)
31. Les mauvais petits diables (猛獣缶詰バーゲン, Mōjū Kanzume Bāgen?)
32. L'étrange garçon de la planète Curie (僕と君のメロディ, Boku to Kimi no Merodi?)
33. Le ventriloque (散歩する腹話術師, Sanpo Suru Hukuwajutsushi?)
34. Le secret de Globulus (クビライの秘密, Kubirai no Himitsu?)
35. Le descendant du chevalier (謎を射る黄金の矢, Nazo wo iru Ōgon no Ya?)
36. L'ordinateur diabolique (ユメコン狂時代だ, Yumekon Kyō Jidaida?)
37. Sulfur défie Sheider (吼えろビームガン, Hoero Bēmu Gan?)
38. Opération Cendrillon (魔少女シンデレラ, Mashōjo Shinderera?)
39. La croisade de Sheider (仮面が踊る聖歌隊, Kamenga Odoru Seikatai?)
40. Pulsar est en danger (バビロス号ＳＯＳ, Babirosu-gō S.O.S.?)
41. L'intruse (直撃じゃじゃ馬娘, Chokugeki jaja Uma Musume?)
42. Brimades (６年０組の不思議, 6-Nen 0-Gumi no Fushigi?)
43. Le saphir magique (ぼくンちのフーマ, Bokunchi no Fūma?)
44. Terreur sur la Voie lactée (吹き荒れる大侵略, Fuki Areru Daishinryaku?)
45. La dernière chance (火を吐く黄金巨像, Hi o Haku Ōgon Kyozō?)
46. Sheider et l'île de Pâques (幻のショータイム, Maboroshi no Shōtaimu?)
47. La mort de Globulus le Grand (一万二千年の暗黒, Ichiman Nisennen no Ankoku?)
48. Grâce à Sheider la paix règnera-t-elle ? (一正義・友情・愛, Seigi.Yūjō.Ai?)
49. ３人の宇宙刑事 ギャバン シャリバン シャイダー大集合！ (San-nin no Uchu Keiji: Gyaban, Shariban, Shaida Daishuno!?)

## Distribution
- Hiroshi Tsuburaya (VF : Edgar Givry) : Dai Sawamura / Sheider
- Naomi Morinaga (VF : Anne Rondeleux) : Annie
- Masayuki Suzuki (ja) (VF : Jacques Bernard) : Kojirō
- Toshiaki Nishizawa (VF : René Renot) : Professeur Kom
- Jun Yoshida (VF : Denise Metmer) : Prêtresse Vesta (Prêtre Pau en VO)
- Wakiko Kano (VF : Magali Barney) : Mimi
- Kyoko Nashiro : Marine
- Kazuhiko Kubo (VF : Jacques Richard) : Lieutenant Strictor
- Shōzō Iizuka : voix de Globulus (Kubilai en VO)
- Mai Ōishi : Grâce 4 (Girl 4 en VO)
- Tōru Ōhira (VF : Jean-Paul Solal) : Narrateur

## Autour de la série
- Le nom du personnage vient de l'acteur Roy Scheider, qui a joué le chef de la police locale, Martin Brody, dans Les Dents de la mer.
- Hiroshi Tsuburaya est le petit-fils d'Eiji Tsuburaya, le créateur d'Ultraman et le fils d'Hajime Tsuburaya.
- Les scènes d'action en armure du personnage principal et la galerie de vilains ont été réutilisées pour la série américaine de Saban VR Troopers.
- Dans le film Sheider NEXT Generation, seuls Naomi Morinaga (Annie) et Masaya Suzuki (acteur) (Kojirō) reprennent leur rôle de la série originale.
- Un hommage est rendu dans le film Sheider NEXT Generation' à Hiroshi Tsuburaya, décédé en 2001. Annie (Naomi Morinaga) pense à lui en indiquant que le capitaine Sheider était décédé. Tsuburaya est crédité dans le générique de fin à titre honorifique pour la photo qu'Annie regarde.
- L'interprète de la Prêtresse Vesta, Jun Yoshida, est le fils de Tohru Yoshida, producteur de la Toei et devait à l'origine interpréter Sheider.
- Un manga en un volume adapté de la série a été édité en 1985. Il est annoncé en mai 2020 qu'il doit paraître en France sous le titre Space Sheriff Shaider[1].